# بحيرة ليلا
بحيرة ليلا هي منطقة نائية 1,436 فدان (5.81 كـم2) بحيرة في منطقة ويليام سي ويتني البرية ، في الجزء الغربي الأوسط من حديقة أديرونداك بارك . يتم الوصول إليه عبر 6 ميل (9.7 كـم) طريق ترابي. يتم الوصول بالقارب إلى البحيرة عن طريق الإطلاق اليدوي فقط ، بعد مسافة 0.3 ميل (0.48 كـم) النقل من موقف السيارات.

## نبذة
تعتبر ثاني وعشرون أكبر كتلة مائية في المنتزه، وأكبر بحيرة في أديرونداك بارك التي يمتلك خطها الساحلي بالكامل الدولة. من بين أكبر 100 بحيرة في المتنزه ، هي واحدة من خمس بحيرات فقط خالية من الزوارق البخارية ، والزلاجات النفاثة ، والطائرات العائمة ، بما في ذلك Lowsو ليتل تابر و مستدير و بركة سانت ريجيس .
الجزء الجنوبي الشرقي من بحيرة ليلا عبارة عن أرض رطبة واسعة تم تجفيفها بواسطة لوح خشبي أكواخ جدول  الذي يغذي البحيرة. يتم تجفيف البحيرة بواسطة نهر بيفر . البحيرة يحدها 2,220 قدم (680 م) جبل فريدريكا.
هناك 24معسكرًا بدائيًا ، 18 منها لا يمكن الوصول إليها إلا بالقوارب.
تشمل الأسماك الموجودة في بحيرة ليلا سمولموث باس ، وسمك السلمون المرقط ، وسمك الفرخ الأصفر ، وثور البني. يتواجد السلمون غير الساحلي والسلمون المرقط بأعداد قليلة جدًا.

## تاريخ
كانت بحيرة ليلا تسمى في الأصل بحيرة سميث. قام وليام سيوارد ويب بتجميع 115,000 أكر (470 كـم2) محمية تسمى نيهاسان حديقة،  في إطار عملية إنشاء سكة حديد موهوك ومالون . قام ويب ببناء المعسكر العظيم ، غابة النزل ، على الشاطئ الغربي لبحيرة ليلا (فاندربيلت ويب )، والذي أعاد تسميته لزوجته حداد.
في عام 1979 ، استحوذت ولاية نيويورك على 7200 فدان (29 كم 2) من متنزه نيهاسان المحيط ببحيرة ليلا. تم تدمير فورست لودج من قبل الدولة بناءً على طلب عائلة ويب كجزء من عملية الاستحواذ. لا تزال محطة السكة الحديد التي خدمت النزل في السابق قائمة. كانت المنطقة تُعرف في الأصل باسم منطقة بحيرة ليلا البدائية ، قبل أن تصبح جزءًا من منطقة ويليام سي ويتني البرية في عام 1997. يمين الطريق للسكك الحديدية الآن هو ممر السفر ريمسن ليك بلاسيد.
- بحيرة فيكتوريا
- بحيرة تاهو
- البحيرات العظمى